# قلعه را تسخیر می‌کنم (فیلم)
قلعه را تسخیر می‌کنم یک فیلم بریتانیایی محصول سال ۲۰۰۳ و به کارگردانی تیم فیول است. این فیلم بر اساس رمانی با همین نام (۱۹۸۴) نوشته دودی اسمیت ساخته شده و فیلمنامه اثر را هیدی توماس نوشته‌است. این فیلم در ۹ مه ۲۰۰۳ در بریتانیا اکران شد.
رامالا گری نقش اصلی فیلم، یعنی کاساندرا مورتمین را به عهده داشت و بیل نای، رز بیرن و تارا فیتزجرالد از دیگر بازیگران بودند.

## داستان
این فیلم داستان کاساندرای مورتمین (رامالا گری) ۱۷ساله و خانواده عجیبش را نشان می‌دهد که در فقر، در یک قلعه انگلیسی مخروبه دست و پا می‌زنند. شخصیت‌های فیلم عبارتند از: پدر کاساندرا (بیل نای) نویسنده ای که از ۱۲سال پیش و پس از موفقیت نخستین رمانی، چیزی ننوشته‌است؛ خواهر بزرگتر کاساندرا، رز (رز بیرن) که امیدوار است با مرد ثروتمندی ازدواج کند؛ مادرخوانده بوهمین آن‌ها توپاز (تارا فیتزجرالد) و برادرش نیل (مارک بلوکاس).

## بازخوردها
براساس ۸۱ نقد در راتن تومیتوز، ۸۰درصد نقدهای این فیلم مثبت بود و نمره ۶٫۷ از ۱۰ را کسب کرد.